# Xã Preble, Quận Adams, Indiana
Xã Preble (tiếng Anh: Preble Township) là một xã thuộc quận Adams, tiểu bang Indiana, Hoa Kỳ. Năm 2010, dân số của xã này là 1.069 người.